# Jüdischer Friedhof (Czernowitz)

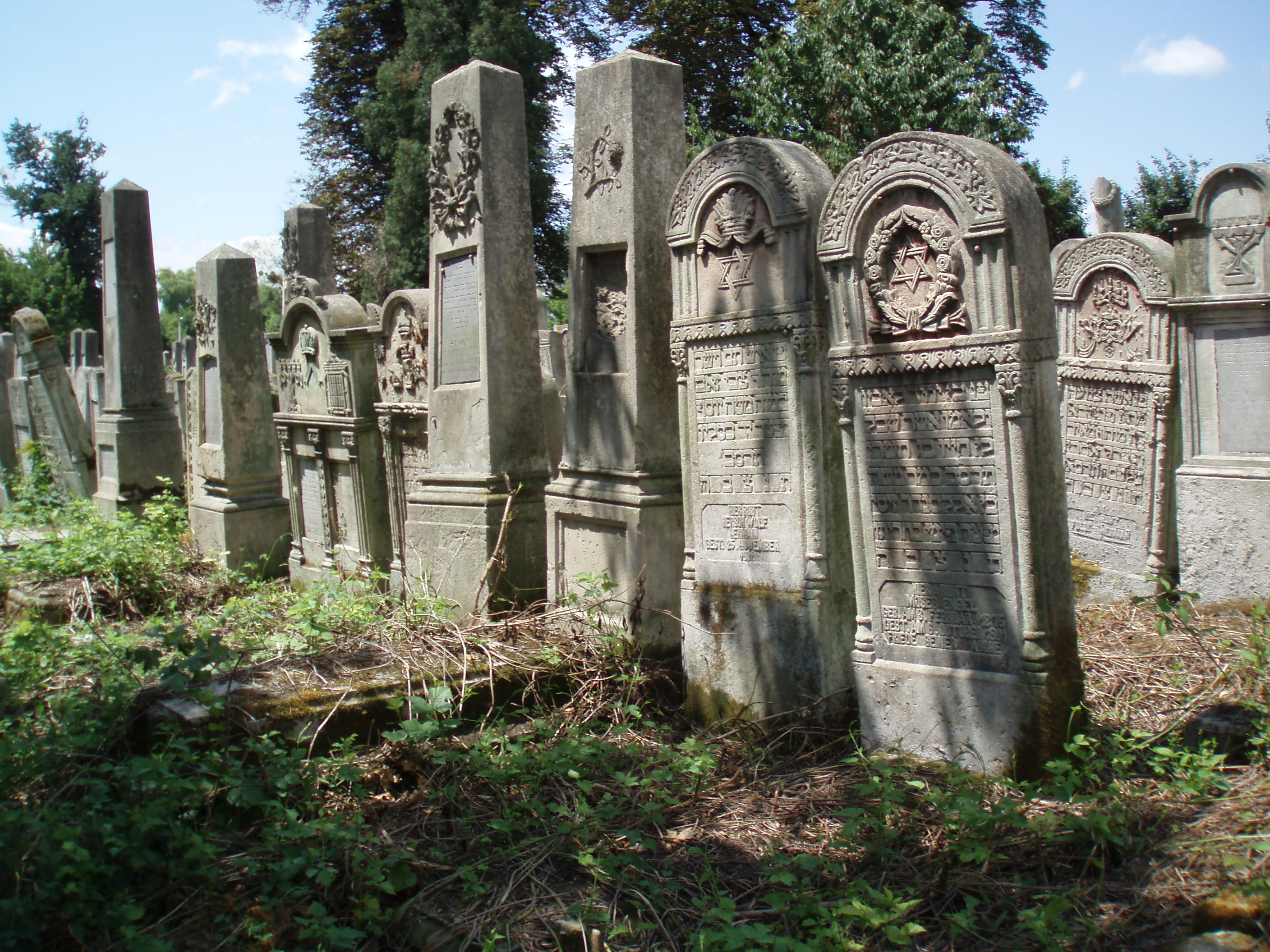
Jüdischer Friedhof Czernowitz (2009)

Der Jüdische Friedhof Czernowitz ist der Friedhof der Juden in Czernowitz, der Hauptstadt der Bukowina in der heutigen Westukraine.

## Bedeutung

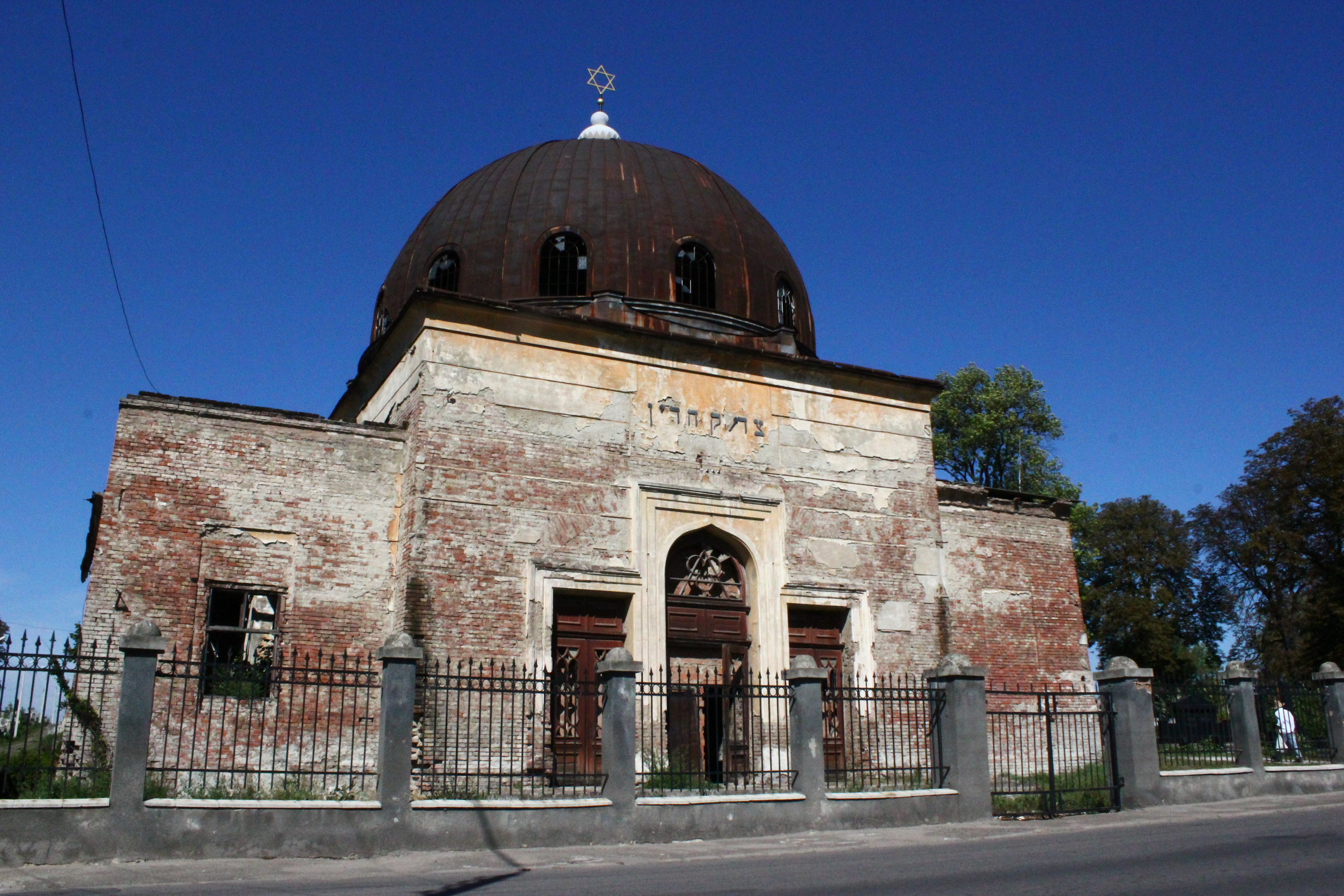
Ehemalige Leichenhalle (2012)

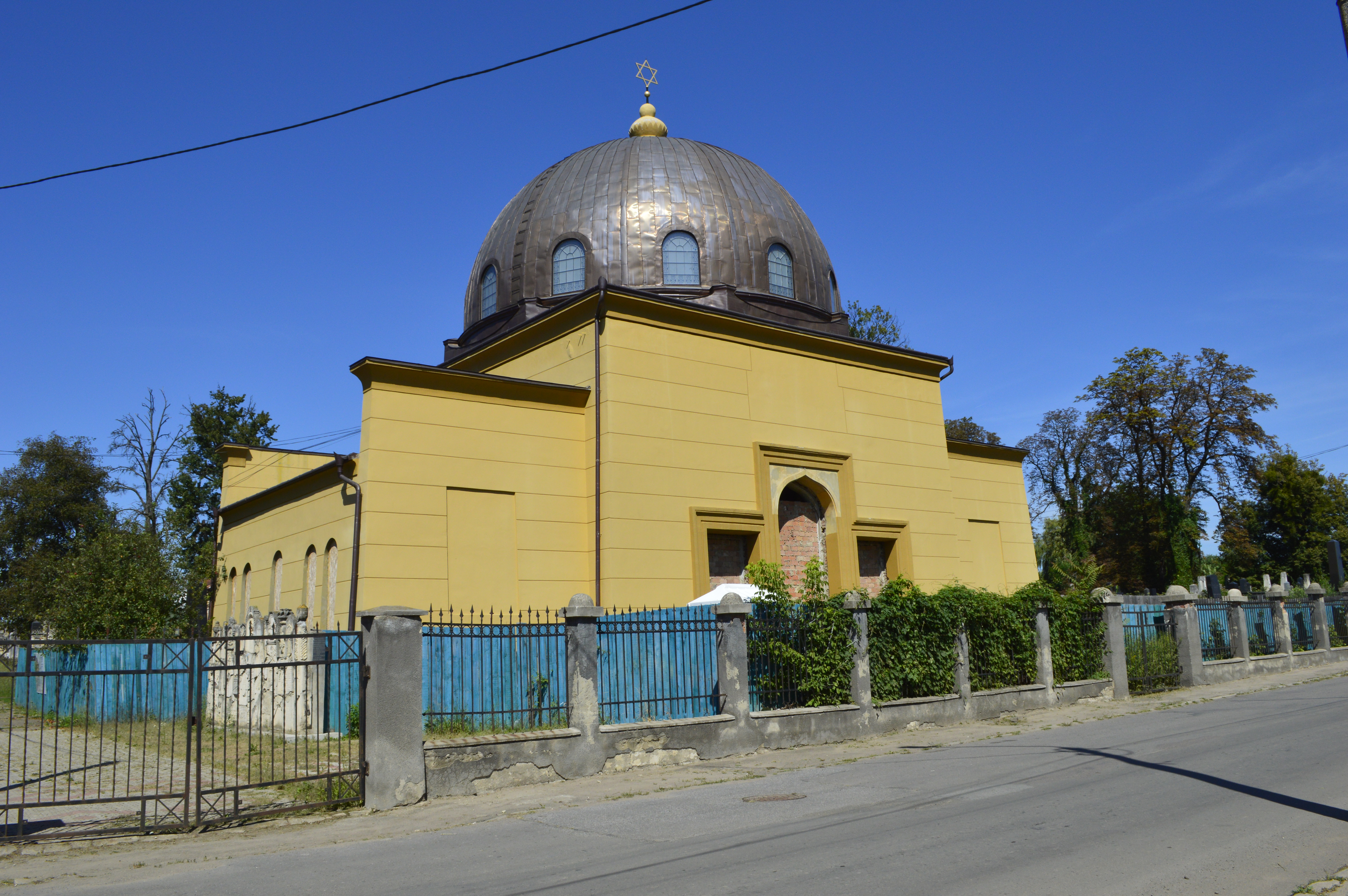
Leichenhalle nach der Renovierung (2020)

Der im Jahr 1866 an der heutigen Zelenastraße (vul. Zelena) eingerichtete Friedhof hat eine Größe von 14,2 Hektar. Auf ihm befinden sich etwa 55.000 Gräber, womit er zu den größten erhalten gebliebenen jüdischen Friedhöfen in Mittel- und Osteuropa gehört.
Die Schriftsteller Elieser Steinbarg und der erste jüdische Bürgermeister von Czernowitz, Eduard Reiss, fanden hier ihre letzte Ruhestätte.  
Der Friedhof enthält Soldatengräber aus dem Ersten Weltkrieg, einen Gedenkstein für gefallene muslimische Soldaten während der russisch-türkischen Kriege und ein Mahnmal für die in Transnistrien ermordeten Czernowitzer Juden. Im Gebäude Beit Kadishin (deutsch „Haus des Abschieds“) wird seit 2017 ein Museum zur Erinnerung an den Holocaust in der Bukowina aufgebaut. Das Museum soll im Herbst 2025 eröffnen. Die alte Zeremonienhalle befindet sich in Sanierung. Der Schutz vor Vegetation und Witterungseinflüssen wird von lokalen Behörden und Einzelpersonen übernommen. 2008 fand ein durch Service Civil International organisiertes Workcamp statt, bei dem junge Freiwillige den Friedhof von überwuchernder Vegetation befreiten. Daneben gibt es Unterstützungen von Seiten von amerikanischen Hinterbliebenen-Vereinen sowie Partnerstädten wie Wien oder Partnerregionen wie Kärnten. Im Rahmen von Rund- und Studienreisen ist der Friedhof auch ein touristisches Ziel.
Die Grabsteine tragen deutsche, hebräische, jiddische, rumänische, russische und ukrainische Inschriften und weisen auf die reiche Geschichte der Stadt in Ostmitteleuropa.

„Auch für den Czernowitzer Friedhof aber gilt, was in einem aktuellen Reiseführer über Schlesien zu lesen ist: „Dass Breslau eine deutsche Stadt war, erkennt man auf dem jüdischen Friedhof.“ Wie deutsch (-österreichisch) „Klein-Wien“ am Pruth einmal war, ist jedenfalls dort zu erkennen, wo heute die Relikte einer untergegangenen Wirklichkeit zu bestaunen sind.“